# هربرت جيمس بالمر
هربرت جيمس بالمر هو سياسي كندي، ولد في 26 أغسطس 1851 في تشارلوت تاون في كندا، وتوفي بنفس المكان في 22 ديسمبر 1939. حزبياً، نشط في الحزب الليبرالي في جزيرة الأمير إدوارد ‏. وقد انتخب رئيس وزراء جزيرة الأمير إدوارد ‏ (16 مايو 1911 – 2 ديسمبر 1911).